# Dobrich (tỉnh)
Tỉnh Dobrich (tiếng Bulgaria: Област Добрич, Oblast Dobrich, tên cũ Dobrich okrug) là một tỉnh ở đông bắc Bulgaria, thuộc vùng địa lý Nam Dobruja, giáp biên giới với vùng Sud-Est của România. Tỉnh được chia thành 8 khu tự quản vởi tổng dân số thời điểm tháng 12 năm 2009 là 199.705 người.
Diện tích là 4720 km2.

## Các đô thị và thị xã

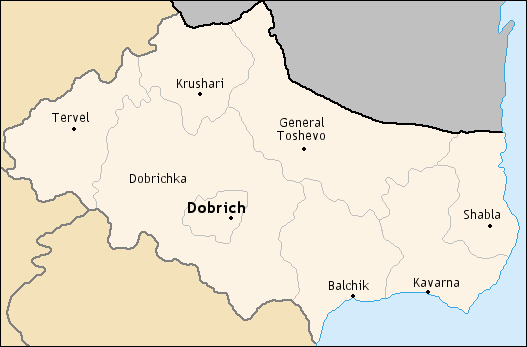
Bản đồ tỉnh Dobrich

Tỉnh Dobrich được chia thành các đô thị (obshtina) và thị xã:

### Đô thị Balchik
Albena | Balchik | Bezvoditsa | Bobovets | Bryastovo | Dabrava | Dropla | Gurkovo, Hrabrovo | Karvuna | Kranevo | Kremena | Lyahovo | Obrochishte | Prespa | Bulgaria|Rogachevo | Senokos | Sokolovo | Strajitsa | Trigortsi | Tsarichino | Tsurkva | Tuzlata | Zmeevo

### Đô thị Dobrich
Altsek | Batovo | Bdintsi | Benkovski | Bulgaria|Bogdan | Bojurovo | Branishte | Cherna | Debrene | Dobrevo | Dolina | Donchevo | Draganovo | Dryanovets | Enevo | Feldfebel Denkovo | General Kolevo | Geshanovo | Hitovo | Jitnitsa | Kamen | Kamen Bryag | Karapelit | Kotlentsi | Kozloduytsi | Kragulevo | Lomnitsa | Lovchantsi | Lyaskovo | Malka Smolnitsa | Medovo | Metodievo | Miladinovtsi | Novo Botevo | Odrintsi | Odurtsi | Opanets | Orlova mogila | Ovcharovo | Paskalevo | Pchelino | Pchelnik | Plachidol | Pobeda | Podslon | Polkovnik Ivanovo | Polkovnik Minkovo | Polkovnik Sveshtarovo | Popgrigorovo | Prilep | Primortsi | Rosenovo | Samuilovo | Slaveevo | Sliventsi | Smolnitsa | Sokolnik | Stefan Karadja | Stefanovo | Stojer | Svoboda | Tsarevets | Tyanevo | Vedrina | Vladimirovo | Vodnyantsi | Vrachantsi | Vratarite | Zlatia
Dobrich

### Đô thị tổng Toshevo
Aleksandar Stamboliyski | Balkantsi | Bejanovo | Chernookovo | Dabovik | General Toshevo | Goritsa | Gradini | Izvorovo | Jiten | Kalina | Kardam | Konare | Kraishte | Krasen | Kupinovo | Loznitsa | Lyulyakovo | Malina | Ograjden | Pchelarovo | Petleshkovo | Pisarovo | Plenimir | Preselentsi | Prisad | Ravnets | Rogozina | Rosen | Rositsa | Sirakovo | Snop | Snyagovo | Spasovo | Sredina | Surnino | Uzovo | Vasilevo | Velikovo | Vichovo | Yovkovo | Zograf

### Đô thị Kavarna
Belgun | Bilo | Bojurets | Bulgarevo | Chelopechene | Hadji Dimitar | Irechek | Kamen bryag | Kavarna | Krupen | Mogilishte | Neykovo | Poruchik Chunchevo | Rakovski | Seltse | Septemvriytsi | Sveti Nikola | Topola | Travnik | Vidno | Vranino

### Đô thị Krushari
Abrit | Aleksandria | Bistrets | Dobrin | Efreytor Bakalovo | Gaber | Kapitan Dimitrovo | Koriten | Krushari | Lozenets | Ognyanovo | Polkovnik Dyakovo | Poruchik Kurdjievo | Severnyak | Severtsi | Telerig | Zagortsi | Zementsi | Zimnitsa

### Đô thị Shabla
Bojanovo | Chernomortsi | Durankulak | Ezerets | Gorichane | Gorun | Granichar | Krapets | Prolez | Shabla | Smin | Staevtsi | Tvarditsa | Tyulenovo | Vaklino | Zahari Stoyanovo

### Đô thị Tervel
Angelariy | Balik | Bezmer | Bojan | Bonevo | Brestnitsa | Chestimensko | Glavantsi | Gradnitsa | Guslar | Jeglartsi | Kableshkovo | Kladentsi | Kochmar | Kolartsi | Mali izvor | Nova Kamena | Onogur | Orlyak | Polkovnik Savovo | Popgruevo | Profesor Zlatarski | Surnets | Tervel | Voynikovo | Zurnevo